# بلندی‌های قزاق
بلندی‌های قزاق (به قزاقی: Kazakh Uplands) یک مجموعه کوه و تپه در قزاقستان است که در قزاقستان واقع شده‌است. بلندی‌های قزاق ۱٬۵۶۵ متر بالاتر از سطح دریا واقع شده‌است.

## بوم شناسی
قسمت‌هایی از ارتفاعات قزاقستان در میراث جهانی ساریارکا – استپ و دریاچه‌های شمال قزاقستان آمده است. این منطقه به علفزارهای معتدل پالئارکتیک و ساواناها تعلق دارد. گونه‌های کمیاب مانند یوزپلنگ آسیایی ممکن است هنوز در این منطقه زندگی می‌کنند.